# 武清海
武清海（1946年2月—），山东菏泽人，中华人民共和国政治人物。
毕业于武汉水利电力学院，后留校任职。1988年，担任武汉水利电力学院党委副书记、教授。1995年，担任湖北省委组织部副部长。2008年，担任湖北省政协副主席。